# Гренад
Грена́д, Ґренад (фр. Grenade) — муніципалітет у Франції, у регіоні Окситанія, департамент Верхня Гаронна. Населення — 8961 особа (01.01.2021).
Муніципалітет розташований на відстані близько 580 км на південь від Парижа, 23 км на північний захід від Тулузи.

## Історія
Перші сліди людської діяльності на цій території датуються неолітом, а з часів галло-римської епохи на лівому березі Гаронни збереглися значні археологічні пам’ятки.

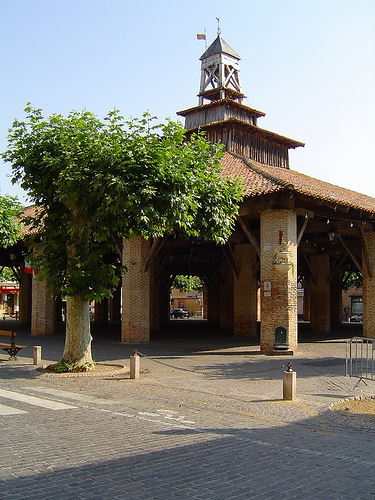
Ринок у Гренаді.

Місто є бастидою, заснованою у 1290 році за ініціативою монахів цистерціанців з абатства Грансельв, які приблизно за десять років до того заснували Бомон-де-Ломан. Місто утворене відповідно до угоди про пареаж між монахами та сенешалем Есташем де Бомарше, який представляв короля Філіпа IV Красивого. Нові бастиди, створені в цей період, часто отримували назви великих впливових міст того часу в Іспанії чи Італії, як-от Фльоранс (Флоренція) чи Кольонь. Назва Гренада була обрана для підкреслення її ролі як майбутнього важливого міста на південному заході Франції. Також припускають, що назва походить від латинського Granat, що означає «зерно», вказуючи на важливість сільського господарства в регіоні.
Згодом, коли король повернув контроль над різними регіонами Південного Заходу, було створено «мережу» бастид. Під королівським захистом Гренад процвітав завдяки землеробству на розчищених рівнинах. Початковий план міста передбачав понад 3000 будинків, але фактично було зведено лише 1000.
У 1341 році Гренад отримав дозвіл відновити міську стіну, зруйновану відповідно до однієї зі статей Паризького договору. Ці укріплення, розташовані на півночі та півдні міста, були знесені під час Французької революції, поступившись місцем алеям Ельзас-Лотарингії та Севастополя.
Наприкінці XVI століття мешканці Гренади об’єдналися з тулузцями, щоб протистояти протестантському наступу з міста Монтобан. Після поразки протестанти розграбували та тероризували навколишні території. Щоб уникнути подібних ситуацій у майбутньому, у Гренаді оселилися капуцини. Сьогодні їхній колишній монастир, розташований на набережній Гаронни, функціонує як початкова школа. Колись він також служив мерією та консервним заводом.
У 1626 році було засновано монастир урсулинок. Якщо освіта для хлопчиків у Гренаді вже існувала кілька десятиліть, то відкриття школи для дівчат стало можливим завдяки черницям.
У 1789 році місто стикнулося з серйозними фінансовими труднощами: кілька міських мурів і веж обвалилися через відсутність догляду. У цьому контексті почалася Французька революція. Мешканці Гренада підтримали революційний рух і обрали нову муніципальну владу, прихильну до змін. Монастирі урсулинок і капуцинів були зачинені, їхні будівлі використані для інших потреб: монастир урсулинок перетворили на військовий шпиталь, а церкву — на «храм розуму».
Під час битви за Тулузу в 1814 році у місті розміщувалися війська англо-іспано-португальської коаліції. Вони скористалися нагодою, щоб пограбувати й обкласти місто даниною.
Цей період також ознаменований легендарним суперництвом між Бомон-де-Ломаном і Гренадом. Революційна армія Тулузи, очолювана уродженцем Бомону, встановила у Гренаді жорсткий режим. Однак після падіння Робесп’єра справедливість було відновлено. Навіть сьогодні це суперництво проявляється через регбі: щороку проходить матч між командами Гренада та Бомону, перемога в якому є предметом гордості чи глузування на цілий рік.
У 1875 році квартали Сен-Капре та Руонель, розташовані поблизу Гренада, були частково зруйновані через повінь Гаронни. За сучасним планом запобігання ризикам, імовірність подібної повені («столітньої») оцінюється як одна подія на 138 років.
До 2015 року муніципалітет перебував у складі регіону Південь-Піренеї. Від 1 січня 2016 року належить до нового об'єднаного регіону Окситанія.

## Демографія
Динаміка населення (INSEE і Cassini ):

## Пам'ятники

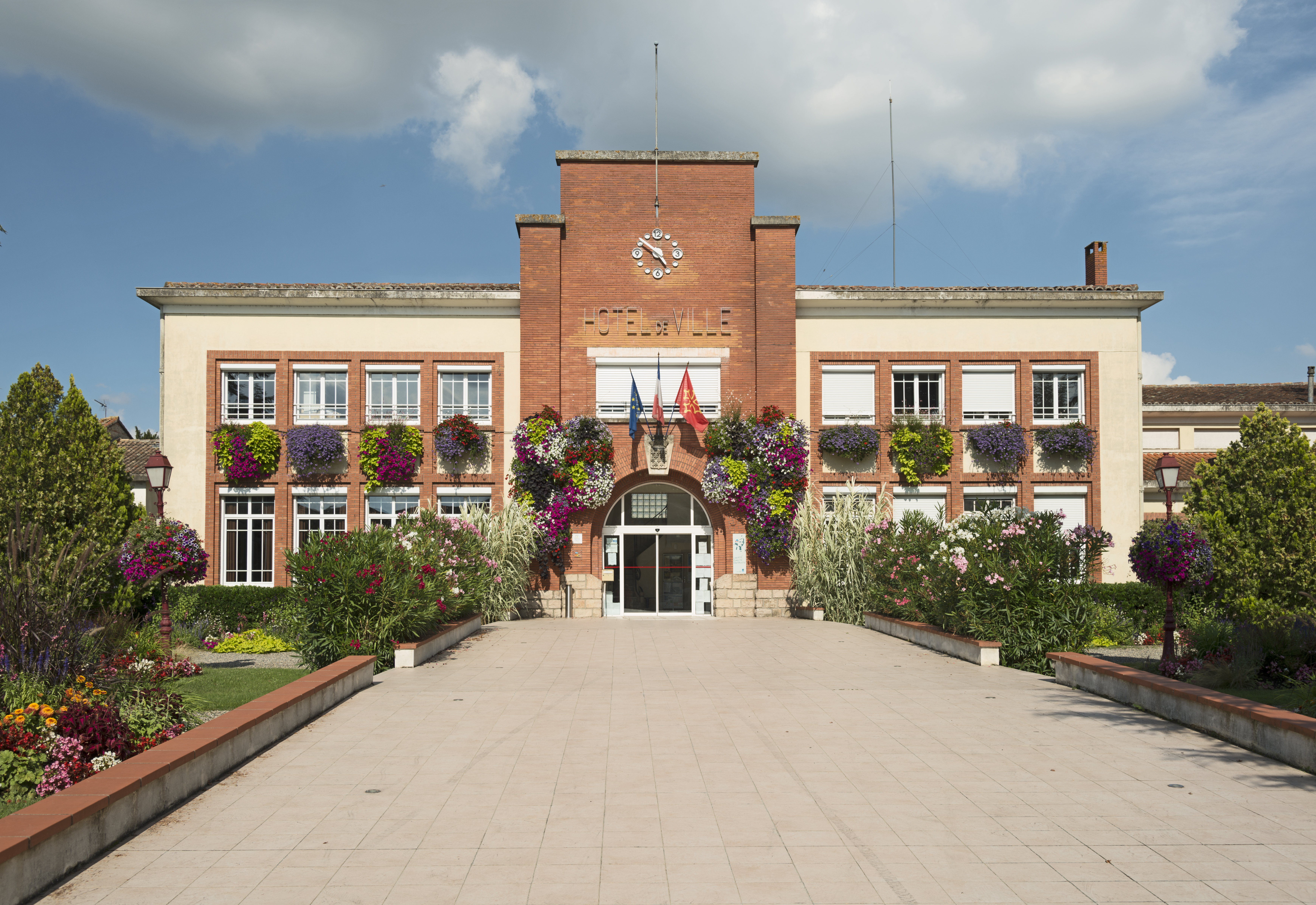
Ратуша
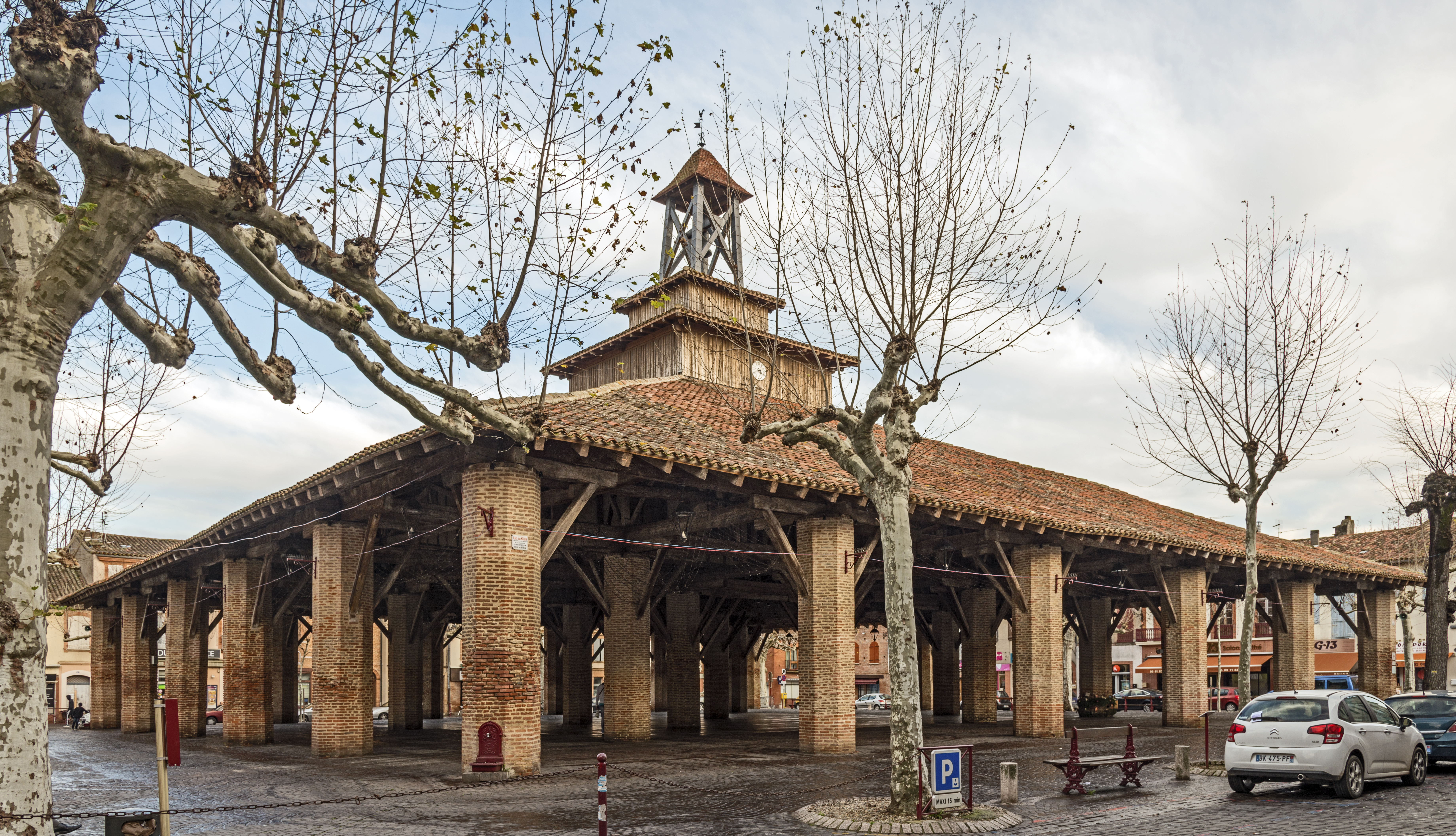
Ринок зал
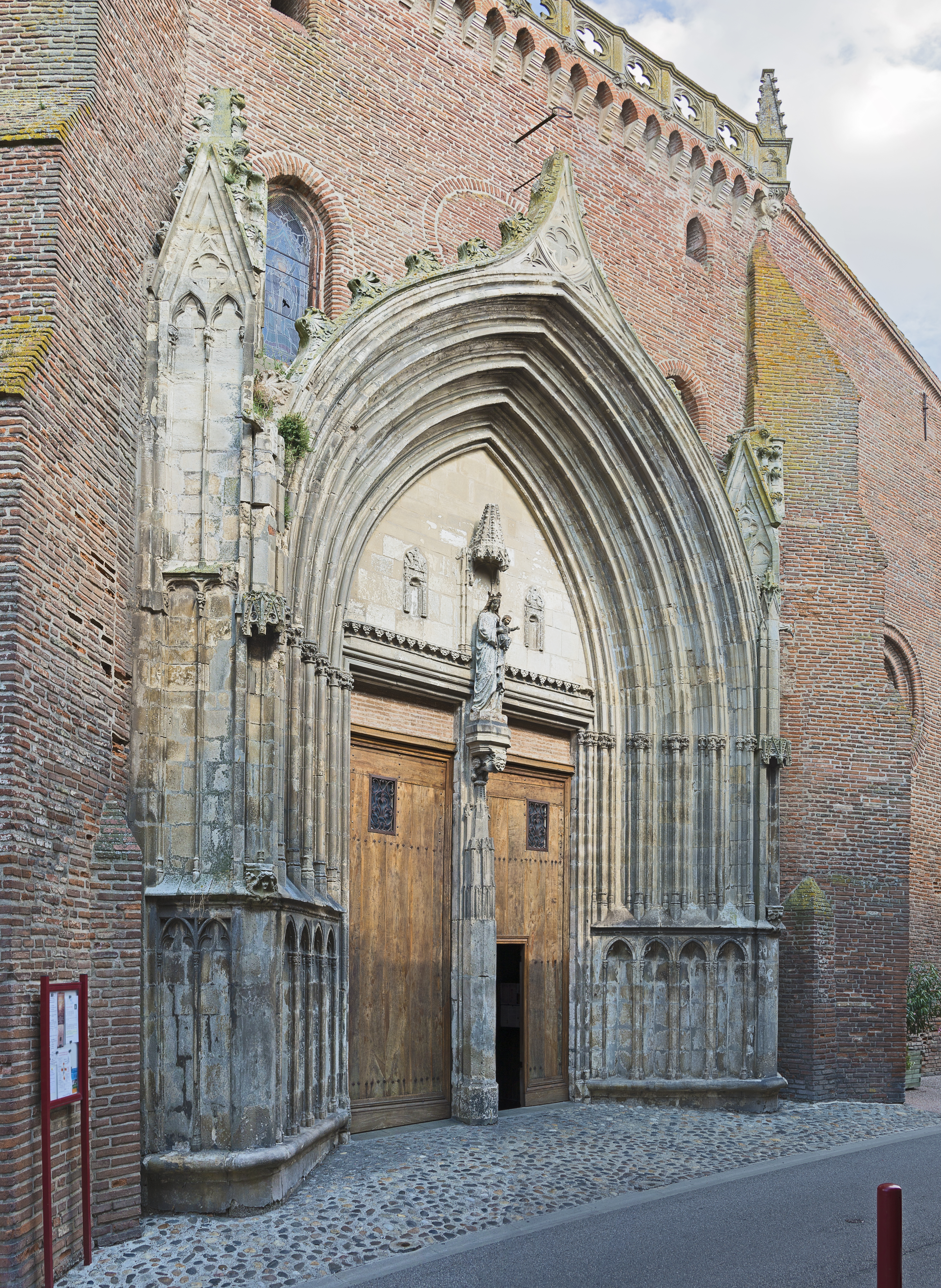
Ґанок церкви
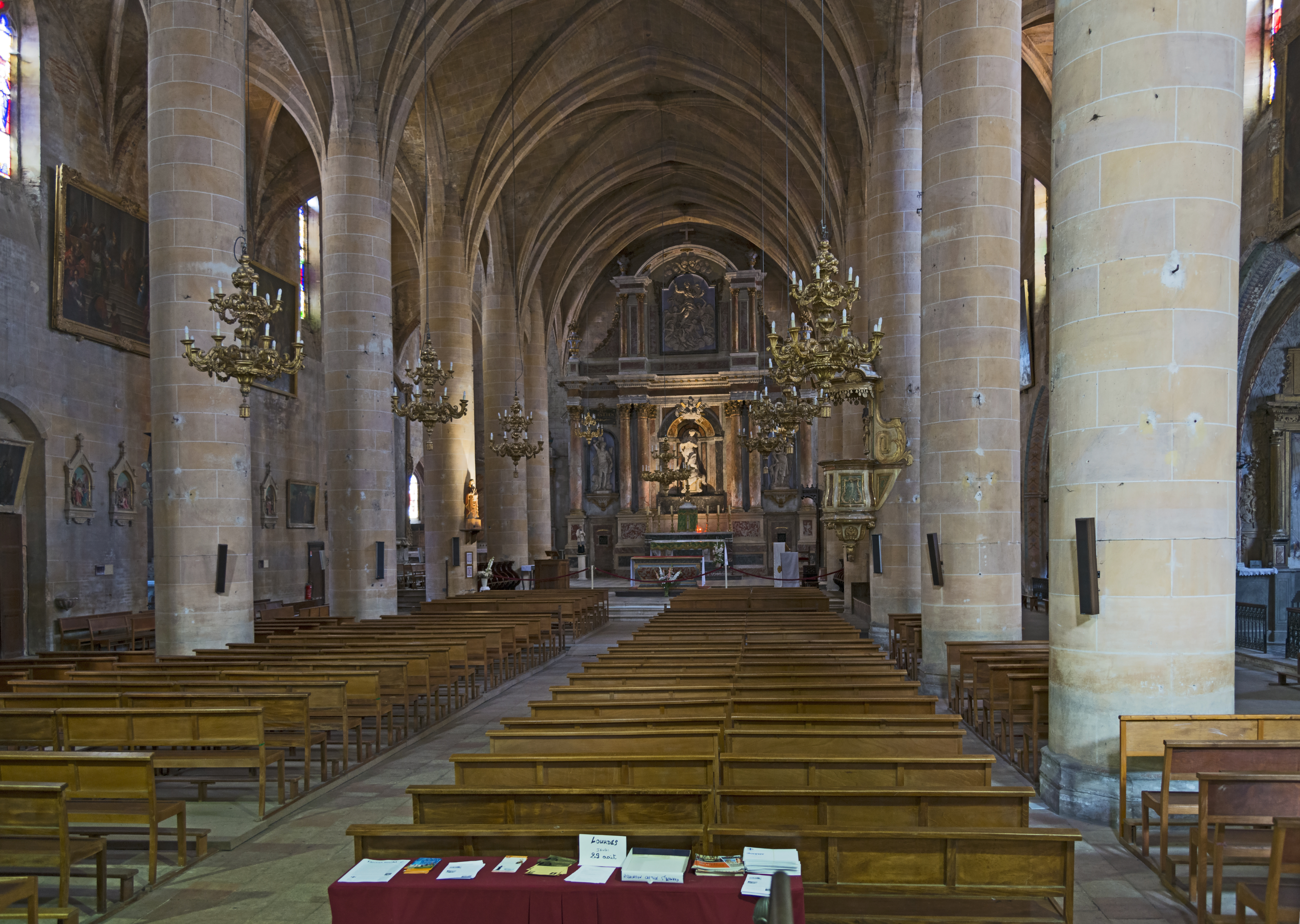
Інтер'єр церкви
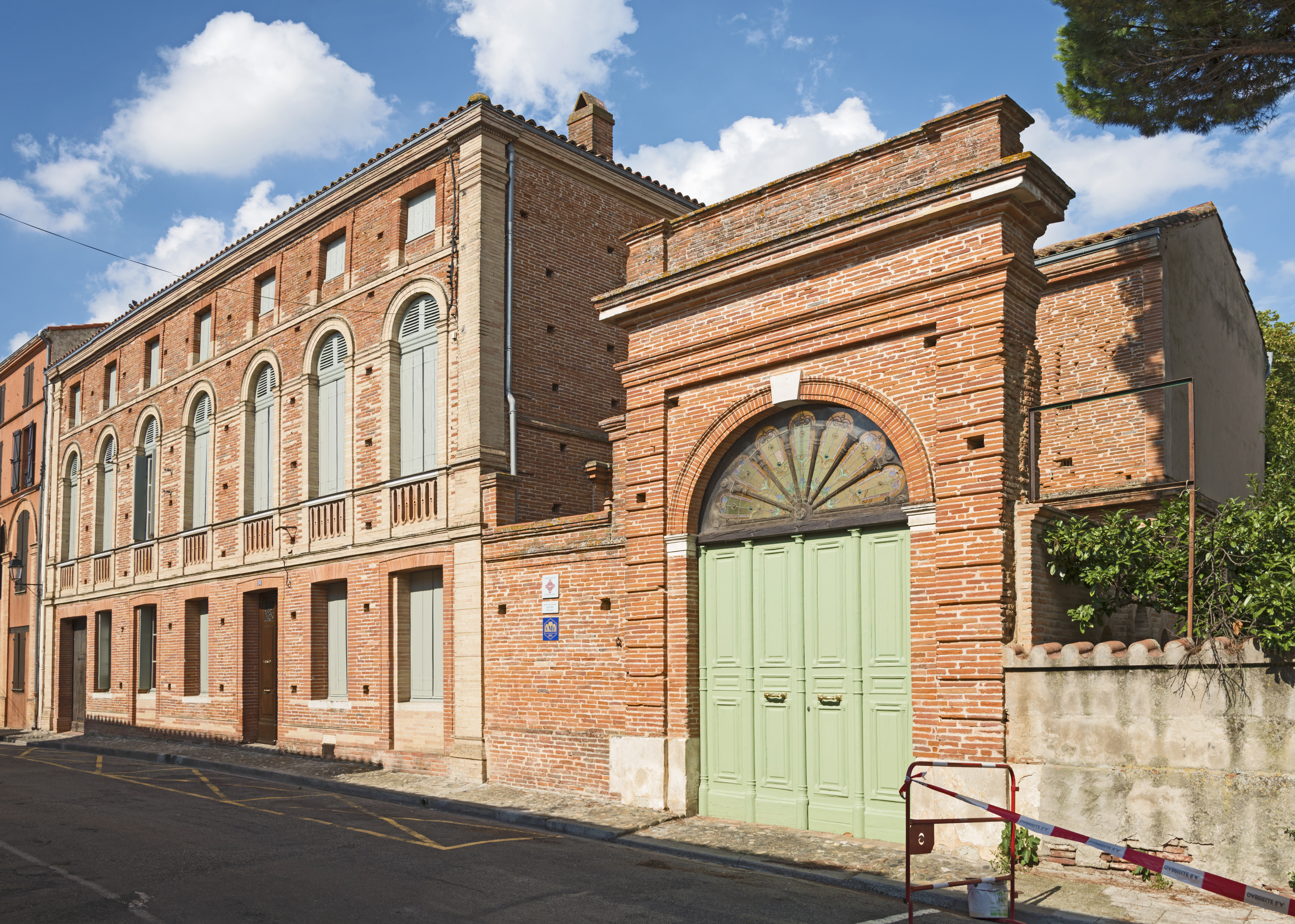
монастир

## Економіка
2010 року серед 5111 осіб працездатного віку (15—64 років) 3991 була активною, 1120 — неактивними (показник активності 78,1%, у 1999 році було 71,5%). З 3991 активної мешканців працювало 3599 осіб (1898 чоловіків та 1701 жінка), безробітними було 392 (178 чоловіків та 214 жінок). Серед 1120 неактивних 372 особи були учнями чи студентами, 387 — пенсіонерами, 361 була неактивною з інших причин.

У 2010 році в муніципалітеті числилось 3373 оподатковані домогосподарства, у яких проживали 8002,5 особи, медіана доходів виносила 19 270 євро на одного особоспоживача